# The Alphabeat
Singles de David Guetta
Titanium
(2012) Metropolis
(2012)
The Alphabeat est une chanson du DJ français David Guetta sortie le 26 mars 2012 sous le label EMI. 4e single de son 5e album studio Nothing but the Beat, après Titanium, Lunar et Night of Your Life. La chanson a été écrite par David Guetta, Giorgio Tuinfort et produite par David Guetta, Giorgio Tuinfort, Black Raw. Renault se sert du titre pour faire la publicité de la Twizy ; c'est la seconde fois que la marque d'automobiles utilise un titre de David Guetta.

## Clip vidéo
Le clip vidéo sort le 2 avril 2012 sur le site de partage YouTube sur le compte de David Guetta, la vidéo dure 3 minutes et 48 secondes. Cathy Guetta apparait dans le clip.

## Formats et liste des pistes
- Téléchargement digital

1. The Alphabeat (Radio Edit) — 3:25

## Crédits et personnels
Crédits extrait des lignes de notes de la pochette album de Nothing but the Beat.
- David Guetta – auteur-compositeur, production
- Giorgio Tuinfort – auteur-compositeur, production
- Black Raw – production

## Classement par pays
| Classement (2012)                       | Meilleure position |
| --------------------------------------- | ------------------ |
| France (SNEP)                           | 46                 |
| Belgique (Flandre Ultratop 50 Singles)  | 22                 |
| Belgique (Wallonie Ultratop 50 Singles) | 40                 |